# Selina Giles
Selina Giles est une actrice et écrivaine anglaise née le 5 mars 1972.
Elle est surtout connue pour avoir joué Valérie Stowe dans Jusqu’à la mort avec Jean-Claude Van Damme, Stephen Rea et la mère d'Evey dans le film des Wachowski V pour Vendetta.

## Filmographie

### Films
- 2005 : V pour Vendetta : Mère d'Evey
- 2007 : Jusqu’à la mort : Valérie Stowe
- 2014 : La Confusion des langues : Mary
- 2014 : The Dragons of Camelot : Guenièvre
- 2012 : The Thompsons : Mère de Stuart
- 2018 : Open 24 Hours : Karen Rogers

### Série télévisée
- 1994: Highlander - Saison 3 : Tasha
- 2002 : Black Books - Saison 2 : Actrice
- 2017 - 2018 : Greenhouse Academy : Ryan Woods (10 épisodes)[1]
- 2019 : Greenhouse Academy - Saison 3 : Ryan Woods